# Akciová společnost
Akciová společnost (сокращённо akc. spol. или a. s., произносится Акциова сполечност) — термин, установленный для акционерных обществ, созданных по законодательству Чешской Республики. Akciová společnost является одной из организационно-правовых форм коммерческой корпорации (чеш. Obchodní korporace), установленных Законом № 90/2012 Sb. от 25.01.2013 года «О коммерческих обществах и товариществах (Закон о коммерческих корпорациях)» (чеш. Zákon č. 90/2012 Sb., o obchodních společnostech a družstvech (zákon o obchodních korporacích)), вступившим в силу 1 января 2014 года. Закон не предусматривает деление на закрытый и открытый тип акционерного общества.

## Исторический очерк
Первым акционерным обществом на территории современной Чехии стало «K.k. privilegirten Zucker-Raffinerie in Königsaal bey Prag» (C. k. privilegovaná rafinerie cukru ve Zbraslavi u Prahy), учреждённое в 1792 году. Первым нормативным актом, регулировавшим правовое положение акционерных обществ в Чехии был закон 1852 года (Zákon o spolcích), на основании которого в 1899 году было принято министерское распоряжение под названием «Акционерный регулятив» (Akciový regulativ).
В 1950—1990 годах деятельность акционерных обществ на территории Чехословакии регулировалась законом № 243/1949 Sb., который в 1990 году был отменён в связи с принятием закона 104/1990 Sb., действовавшего до 1992 года. Новым нормативным актом, уже достаточно детально регламентировавшим деятельность акционерных обществ в Чехии стал Торговый кодекс Чешской республики (Obchodní zákoník) № 513/1991 Sb., введённый в действие с 1 января 1992 года и действовавший до 1 января 2014 года. Нормы, регулирующие правовое положение акционерных обществ, содержались в разделе V главы I Части Второй Торгового кодекса (§§ 154—220zb).

## Определение и правовое регулирование
В соответствии с п. 1 § 243 Закона о коммерческих корпорациях, akciová společnost — это общество, уставный капитал которого разделён на определённое количество акций.
Правовое положение акционерных обществ в Чехии в настоящее время регулируется главой V Закона о коммерческих корпорациях (§§ 243—551), содержащей общие положения об акционерном обществе (часть 1), положения о порядке учреждения общества (часть 2), об акциях и иных ценных бумагах общества (часть 3), правах и обязанностях акционеров (часть 4), органах управления (часть 5), о порядке изменения размера уставного капитала (часть 6) и о процедуре ликвидации общества (часть 7).

## Учреждение и эмиссия ценных бумаг
При учреждении общества учредителям необходимо принять его устав, в котором, помимо прочего, устанавливается размер уставного капитала, количество объявленных акций и количество акций, размещённых между учредителями, а также цена, способ, срок и форма оплаты этих акций. Размещение акций общества должно производиться по цене, не ниже их номинальной стоимости.
Минимальный уставный капитал, предусмотренный законом для учреждения акционерного общества в Чешской республике, составляет 2 млн. крон или 80 тыс. евро, если для данного общества ведение бухгалтерского учёта в евро предусмотрено специальным законом. Формированием уставного капитала и учётом оплаты объявленных акций непосредственно занимается специальный управляющий вкладом (Správce vkladů), назначаемый учредителями.
Оплата акций при учреждении общества допускается как деньгами, так и неденежным имуществом, которое подлежит оценке профессиональным оценщиком, выбранным учредителями. Общество считается учреждённым, если учредителями оплачено не менее 30% номинальной или балансовой стоимости всех объявленных акций общества в установленный уставом срок и на указанный в уставе банковский счёт, причём не позднее момента подачи документов на регистрацию общества в Коммерческом регистре.